# Elitedivisionen 2020-2021
L'edizione 2020-2021, nota anche come Gjensidige Kvindeligaen 2020-2021 per ragioni di sponsorizzazione, è stata la quarantanovesima edizione dell'Elitedivisionen, la massima serie a carattere professionistico del campionato danese. Il torneo prese il via l'8 agosto 2020 concludendo la stagione regolare il 13 marzo 2021 per poi riprendere con la seconda fase di dieci giornate dal 3 aprile al 5 giugno 2021.
Il campionato è stato vinto dall'HB Køge per la prima volta nella sua storia, squadra che è riuscita a interrompere la rivalità tra Fortuna Hjørring e Brøndby, le sole che si sono contese alternativamente il titolo di Campionesse di Danimarca da 19 stagioni.

## Stagione

### Formato
Il formato del torneo venne confermato come doppia fase. Nella prima fase di stagione regolare le otto squadre partecipanti si sono affrontate in un girone all'italiana, affrontandosi in partite di andata e ritorno per un totale di 14 giornate. Al termine della stagione regolare, le prime sei classificate sono state ammesse al girone per il titolo, mentre le restanti due accedono ai play-off promozione/retrocessione con le migliori quattro classificate in 1. division. Nel girone per il titolo e nel girone per i piazzamenti le squadre si sono affrontate in partite di andata e ritorno, per un totale di 10 giornate. La squadra prima classificata nel girone per il titolo veniva dichiarata campione di Danimarca e veniva ammessa alla UEFA Women's Champions League per la stagione successiva, assieme alla seconda classificata.

## Squadre partecipanti
| Club             | Città    | Stadio                | Stagione precedente                            |
| ---------------- | -------- | --------------------- | ---------------------------------------------- |
| Aalborg          | Aalborg  | AaB Træningsanlæg     | 2º posto nei play-off promozione/retrocessione |
| AGF              | Aarhus   | Vejlby Stadion        | 5º posto in Elitedivisionen (come VSK Aarhus)  |
| Brøndby          | Brøndby  | Stadio Brøndby        | 2º posto in Elitedivisionen                    |
| Fortuna Hjørring | Hjørring | Hjørring Stadion      | Campione                                       |
| HB Køge          | Køge     | Køge Idrætspark       | 1º posto nei play-off promozione/retrocessione |
| KoldingQ         | Koldin   | Fynske Bank Arena     | 6º posto in Elitedivisionen                    |
| Nordsjælland     | Farum    | Right to Dream Park   | 3º posto in Elitedivisionen                    |
| Thy-Thisted Q    | Thisted  | Sparekassen Thy Arena | 4º posto in Elitedivisionen                    |

## Turno preliminare

### Classifica finale
|  | Pos. | Squadra          | Pt | G  | V | N | P  | GF | GS | DR  |
|  | ---- | ---------------- | -- | -- | - | - | -- | -- | -- | --- |
|  | 1.   | HB Køge          | 29 | 14 | 9 | 2 | 3  | 35 | 16 | +19 |
|  | 2.   | Brøndby          | 29 | 14 | 9 | 2 | 3  | 30 | 16 | +14 |
|  | 3.   | Fortuna Hjørring | 28 | 14 | 9 | 1 | 4  | 33 | 16 | +17 |
|  | 4.   | KoldingQ         | 25 | 14 | 8 | 1 | 5  | 32 | 17 | +15 |
|  | 5.   | Nordsjælland     | 21 | 14 | 6 | 3 | 5  | 21 | 22 | -1  |
|  | 6.   | Thy-Thisted Q    | 16 | 14 | 4 | 4 | 6  | 18 | 22 | -4  |
|  | 7.   | AGF              | 12 | 14 | 4 | 0 | 10 | 21 | 31 | -18 |
|  | 8.   | Aalborg          | 1  | 14 | 0 | 1 | 13 | 5  | 47 | -42 |

Legenda:
      Ammessa al girone per il titolo.
      Ammessa al girone per i piazzamenti.
Regolamento:
Tre punti a vittoria, uno a pareggio, zero a sconfitta.

## Seconda fase

### Girone per il titolo

#### Classifica finale
|  | Pos. | Squadra          | Pt | G  | V | N | P | GF | GS | DR  |
|  | ---- | ---------------- | -- | -- | - | - | - | -- | -- | --- |
|  | 1.   | HB Køge          | 35 | 10 | 8 | 1 | 1 | 22 | 17 | +5  |
|  | 2.   | Brøndby          | 30 | 10 | 7 | 1 | 2 | 26 | 9  | +17 |
|  | 3.   | Fortuna Hjørring | 20 | 10 | 4 | 2 | 4 | 13 | 17 | -4  |
|  | 4.   | KoldingQ         | 15 | 10 | 3 | 2 | 5 | 13 | 12 | +1  |
|  | 5.   | Nordsjælland     | 11 | 10 | 3 | 0 | 7 | 14 | 24 | -10 |
|  | 6.   | Thy-Thisted Q    | 6  | 10 | 2 | 0 | 8 | 5  | 24 | -19 |

Legenda:
      Campione di Danimarca e ammessa alla UEFA Women's Champions League 2021-2022.
      Ammessa alla UEFA Women's Champions League 2021-2022
Regolamento:
Tre punti a vittoria, uno a pareggio, zero a sconfitta.
Punti portati dalla prima fase:
- HB Køge 10 punti
- Brøndby 8 punti
- Fortuna Hjørring 6 punti
- KoldingQ 4 punti
- Nordsjælland 2 punti
- Thy-Thisted Q 0 punti

### Play-off promozione/retrocessione

#### Classifica finale
|  | Pos. | Squadra         | Pt | G  | V | N | P | GF | GS | DR  |
|  | ---- | --------------- | -- | -- | - | - | - | -- | -- | --- |
|  | 1.   | AGF             | 26 | 10 | 8 | 2 | 0 | 29 | 9  | +20 |
|  | 2.   | Aalborg         | 20 | 10 | 6 | 2 | 2 | 11 | 7  | +4  |
|  | 3.   | Odense Q        | 18 | 10 | 5 | 3 | 2 | 23 | 13 | +10 |
|  | 4.   | B.93            | 9  | 10 | 3 | 0 | 7 | 15 | 20 | −5  |
|  | 5.   | ASA             | 8  | 10 | 2 | 2 | 6 | 13 | 24 | −11 |
|  | 6.   | Sundby Boldklub | 4  | 10 | 1 | 1 | 8 | 11 | 29 | −18 |

Legenda:
      Ammesse all'Elitedivisionen 2021-2022
Regolamento:
Tre punti a vittoria, uno a pareggio, zero a sconfitta.

## Statistiche

### Individuali

#### Classifica marcatrici stagione regolare
| Gol | Rigori |  | Giocatore                 | Squadra          |
| --- | ------ |  | ------------------------- | ---------------- |
| 11  | 0      |  | Kyra Carusa               | HB Køge          |
| 10  | 1      |  | Nanna Christiansen        | Brøndby          |
| 7   | 0      |  | Rikke Dybdahl             | Thy-Thisted Q    |
| 6   | 0      |  | Olivia Holdt              | Fortuna Hjørring |
| 6   | 1      |  | Agnete Nielsen            | Brøndby          |
| 6   | 0      |  | Ea Rasmussen              | KoldingQ         |
| 6   | 2      |  | Emma Snerle               | Fortuna Hjørring |
| 5   | 0      |  | Makenzy Doniak            | HB Køge          |
| 5   | 0      |  | Lærke Bjergager Niklasson | HB Køge          |
| 5   | 0      |  | Molli Plasmann            | KoldingQ         |

#### Classifica marcatrici seconda fase
| Gol | Rigori |  | Giocatore          | Squadra          |
| --- | ------ |  | ------------------ | ---------------- |
| 9   | 0      |  | Olivia Holdt       | Fortuna Hjørring |
| 7   | 0      |  | Agnete Nielsen     | Brøndby          |
| 7   | 0      |  | Kyra Carusa        | HB Køge          |
| 6   | 1      |  | Nanna Christiansen | Brøndby          |
| 6   | 0      |  | Cecilie Fløe       | KoldingQ         |